# I-361
I-361 — підводний човен Імперського флоту Японії, який взяв участь у бойових діях Другої світової війни.

## Загальна інформація
Корабель спорудили у 1944 році на верфі ВМФ у Куре як перший корабель типу D (також відомий як клас I-361). За проєктом він призначався для здійснення транспортних місій з метою постачання численних японських гарнізонів, які з другої половини 1942-го почали дедалі частіше потрапляти у блокаду союзних сил. Втім, для самозахисту на човні все-таки зберегли два торпедні апарати (без запасних торпед).

## Бойова служба
23 серпня — 17 вересня 1944-го І-361 здійснив перший транспортний рейс з Йокосуки до острова Вейк і назад, під час якого доправив заблокованому гарнізону 80 тонн вантажів та вивіз до метрополії 30 осіб. Наступні рейси на Вейк відбулись 17 жовтня — 9 листопада 1944-го (доставлено 67 тонн амуніції та евакуйовано 5 осіб) та 9 січня — 7 лютого 1945-го.
Після третього транспортного рейсу І-361 призначили для переобладнання в носій керованих торпед «кайтен». У межах цього проєкту для розміщення п'яти «кайтенів» з човна зняли десантну баржу та палубну гармату.
24 травня 1945-го І-361 вирушив у свою першу бойову місію, маючи завдання діяти проти кораблів союзників у районі на південний схід від острова Окінава, за який уже майже два місяці велись важкі бої. 28 травня американський тральник виявив присутність І-361, після чого для полювання на човен вирушила група ескортного авіаносця «Анціо». Перед світанком 31 травня літак із зазначеного авіаносця виявив у районі за дев'ять сотень кілометрів на південний схід від Окінави субмарину в надводному положенні. Спершу літак обстріляв її ракетами, а коли підводний човен екстрено занурився — скинув сонарний буй, який дозволив застосувати протичовнову торпеду. Це й призвело до загибелі І-361, а разом з нею і всіх осіб, що перебували на борту — 76 членів екіпажу та 5 пілотів «кайтенів».